# رابین بورگارد
رابین بورگارد (انگلیسی: Robin Beauregard؛ زادهٔ february ۲۳, ۱۹۷۹ (۴۶ سال)) ورزشکار واترپلو اهل ایالات متحده آمریکا است.
وی در مسابقات کشوری و بین‌المللی در مجموع برندهٔ ۱ مدال طلا، ۱ مدال نقره، ۱ مدال برنز شده‌است.